# Kroeung

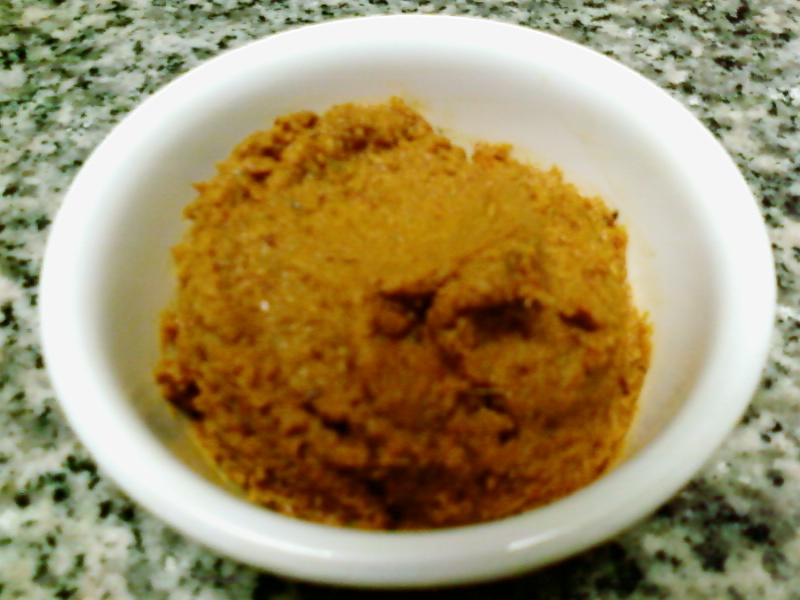
Pâte de kroeung rouge

Le kroeung (khmer : គ្រឿង) est un mélange d'épices formant une pâte utilisée dans de nombreux plats khmers.

## Composition
Ce qui le caractérise est l'utilisation d'ingrédients toujours frais, le kroeung traditionnel est composé de :  citronnelle, galanga, de feuilles de citron kaffir, de curcuma, de l'échalote, d'ail et de zestes de combava. 
Ces ingrédients sont d'abord émincés puis écrasés grâce à un mortier et pilon. On peut aussi réaliser la pâte avec un mixeur.
Il existe différents types de kroeung en plus du traditionnel : 
- le kroeung samlor khmer, le kroeung samlor cari, le kroeung samlor prahar et le kroeung amok qui appartiennent aux khmers ;
- le kroeung cari saraman crée au Cambodge par les chams.

## Utilisation
Le kroeung, assimilable à une variété de curry, même s'il n'est pas désigné comme tel par les Cambodgiens, peut être utilisé aussi bien dans des plats sautés, mijotés, grillés, qu'à la vapeur. 
Quelques exemples de plats de la cuisine khmer nécessitant du Kroeung traditionnel :
- Samlor machu kroeung
- Samlor ktis
- Sach ko changkak
- Chhar kdao
- Prahok ktis